# Благовещенский, Алексей Андреевич
Алексе́й Андре́евич Благове́щенский (1800—1835) — русский правовед.

## Биография
Родился в 1800 году в семье священника. В 1828 году окончил Московскую духовную академию. В том же году, в числе шести способных молодых людей, отобранных лично Сперанским, продолжил обучение в петербургском университете, в специальной группе, совмещавшей усиленное изучение права и латыни с практической работой во Втором отделении — по кодификации российского законодательства.
По замыслу Сперанского, участники группы, пройдя обучение и сдав соответствующие экзамены, составили бы новый, современный профессорский штат для юридических кафедр ведущих вузов страны.
После подготовки, в 1829 году, первую группу (всего их было две, общей численностью 15 человек), направили на обучение к тогдашнему светилу европейского правоведения — профессору Ф. Савиньи, преподававшему право в Берлинском университете.
В 1832 году, вернувшись в Россию, Благовещенский продолжил работу под началом Сперанского — во Втором отделении, одновременно приступив к подготовке диссертации «История и метод науки законоведения в XVIII веке», — которую через два года и защитил. Однако, едва получив степень доктора, Алексей Благовещенский неожиданно заболел.
Как достойный ученик Ф. Савиньи, в своей диссертации «О методах науки Законоведения» (1834), — по сути, единственном его труде, — Благовещенский отстаивал необходимость изучения положительного права вместо естественного. То есть, изучение исторически сложившегося в данном народе правосознания и правоприменения, вместо изучения права, якобы свойственного человеку «по естеству». Однако молодой учёный не успокоился простым изложением усвоенных в Берлине представлений: тут же он развил их предложением изучать некое «сравнительное законоведение», в котором разрешались бы кажущиеся противоречия между правом естественным и положительным. В конце диссертации Благовещенский утверждал, что, по его мнению, только сравнительное законоведение «может открыть вечные начала правды, справедливости и благочестия, сии неколебимые основания бытия родов, царств и народов».
Несмотря на кратковременность жизни и довольно скромный научный вклад, имя Алексея Благовещенского упоминается в нескольких фундаментальных биографических словарях России XIX-го века — Венгерова, Брокгауза и Половцова, — как непосредственно связанное с началом самостоятельной юридической мысли в России, а также с именем выдающегося человека, стоявшего у её истоков, — Михаила Михайловича Сперанского.